# دان براينت
دان براينت (بالإنجليزية: Dan Bryant)‏ هو متسلق الجبال نيوزلندي، ولد في 1905، وتوفي في 1957 بسبب حادث مرور.